# 小唄
小唄（こうた）は、もともと端唄から派生した俗謡である。一般には江戸小唄とされる端唄の略称。略称として定着したのは、明治・大正年間である。
ほかに現代小唄・清元小唄・常磐津小唄・義太夫小唄（豊本節）・新内小唄などがある。ここでは主に江戸小唄について述べる。

## 音楽的特徴
端唄は撥を使うのに対して小唄は爪弾きである。
弾き方は爪弾きと呼ばれているが、正式には爪は糸に当ててはならず、人差指爪先の肉で弾く。時と場合によっては「ロカン」や「小撥」を使用する場合もある。
端唄とは節回しに大きな差異があり、端唄は平坦に歌うのに対し小唄は技巧的に唄う。
しかし小唄の特徴である粋さを出すためにはこの技巧が鼻についてはならない。
演唱の場は主に、お座敷（4畳半）が多かった。
撥を使用すると音色が大き過ぎる為に自然と爪弾きとなった。
三味線は端唄と違い中棹を使用しているが、これは舞台など広い場所での演奏機会が増えるにつれ、
音のより大きい中棹三味線が使われるようになった為である。
使用する糸は端唄より太く、駒は端唄よりも大きな木製(桑、紅木、竹など)の木駒を主に使用するが
象牙で作った3分8厘の駒を使用する事もある。
呟く様に軽妙に粋に唄うのが特徴であったが、演奏場所が広くなるにつれ変化してきている。
基本は三味線１、唄方１であるが、替手や上調子、下調子が入る唄もある。
演奏時間はおよそ一分半から三分程度。
長くとも五分以内で、詞の内容は遊里物・遊女物（遊里のお色気を扱ったもの）、慕情物・情痴物（市井のお色気を扱ったもの）、芝居物・役者物（芝居や役者を題材にするもの）、バレ唄（諷刺・洒脱のきいたもの）などがある。
端唄は鳴り物が入るが、小唄は三味線のみでの演唱。現代では特別な場合には鳴り物を入れる演出もある。

## 代表的な曲
今日まで作られたものは二千を超えているが、現在もうたわれているものは二百曲程度。
- 1780年以前に開曲
  - 伊勢のあらめと
  - 潮来出島の
  - 嘘のかたまり
  - 逢うは別れの
  - 君と寝やうか
  - 梅は匂ひよ
  - 別れて逢うて
  - 都ではやる
  - 晩に忍ばば
  - 本町二丁目
- 1790年までに開曲
  - 筆のかさ
  - 竹にすずめは
  - 梅は北野の
- 1820年までに開曲
  - さつまサァ
  - あさぎ染
- 1830年までに開曲
  - おっと合点
  - 柳橋から
  - 竹になりたや
  - 柳々で
  - 蝙蝠か
- 1850年までに開曲
  - 木曾へ木曾へと
  - もの申ふものまふ
- 1860年までに開曲
  - 行こか戻ろか
  - ござれやござれ
- 1867年までに開曲
  - あすはお発ちか
  - 堰かれせかれて
  - 船に船頭

## 代表的な小唄流派（発生順）
大正二年に堀小多満が小唄界で最初の流派である「堀派会」を当時の東京都の正式認可を得て設立。その後、「堀派会」からの分家などで多数の流派が誕生した。現在では大小約70流派が活動を続けているが、高齢化が進み、後輩の育成に各流派ともに尽力している。
- 堀派会
- 田村派
- 小唄派
- 蓼派
- 吉村派
- 春日派

## 小唄の制限
1920年代頃においては、行商人が「お色気」を含む小唄を歌い客を集める姿が見られた。1930年（昭和5年）、警視庁は乱れた風紀の取締りを進める中で通称「エロ取締り規則」を発出、この中でエロ小唄（ママ）は飴売りの紙芝居などとともに子供に悪影響を及ぼすものとして禁止された。